# Teenage Mutant Ninja Turtles: Tournament Fighters
Teenage Mutant Ninja Turtles: Tournament Fighters — видеоигра в жанре файтинг, выпущенная в 1993 году для приставок NES, SNES и SEGA Mega Drive компанией Konami. Хотя у всех трёх версий одинаковое название, каждая игра уникальна. Как и многие файтинги того времени, Tournament Fighters в значительной степени заимствует элементы, привнесённые в жанр игрой Street Fighter II.
В Японии версия для SEGA Mega Drive сохранила своё название, в отличие от SNES версии, которая была названа Teenage Mutant Ninja Turtles: Mutant Warriors. NES-версия игры в Японии не выходила.
В Европе игра была названа Teenage Mutant Hero Turtles: Tournament Fighters.

## Версия для NES
Черепахи (Леонардо, Донателло, Рафаэль и Микеланджело) были вызваны Шреддером на поединок, но перед боем черепашки решили сразиться между собой, чтобы выяснить, кто из них является сильнейшим. Всего в игре семь персонажей: четыре черепахи, Кейси Джонс, Хотхед (Самурай Дракон в первой линии игрушек, основанный на Воине Драконе — персонаже комиксов Archie) и Шреддер. Сплинтер по сюжету схвачен Шреддером, но присутствует в качестве неигрового персонажа — время от времени подбрасывает на арену так называемые ультраболы (англ. Ultra Balls). Любой из игроков может подобрать такой ультрабол и метнуть в противника. Это единственная игра в серии, где черепахи не используют оружие в бою.

Хотхед Vs. Хотхед

Tournament Fighters для NES была выпущена Konami в Северной Америке и PAL регионе.
Помимо обычных ударов кулаками и ногами, каждый персонаж обладает дополнительными уникальными приёмами.
- Леонардо —  подкат при ударе ногой из положения сидя; серийные удары ногой с разворота;
- Донателло —  «воздушная пила»; возможность метнуть ультрабол в прыжке;
- Рафаэль —  пролёт «сверлом»; «стальной захват» заменяет обычный бросок противника;
- Микеланджело —  удар ногами в полёте в двух направлениях; нижний бросок противника;
- Кейси Джонс — отличается огромной скоростью и самым большим радиусом поражения. Наносит удар клюшкой и вихрь над головой противника;
- Хотхед — обладает железным здоровьем и огромной силой, но при этом медлителен. Имеет особый удар в воздухе сверху вниз, пламя огня изо рта;
- Шреддер —  шинкование противника; огненный вихрь по земле.

## Версия для SNES
В штате проводится публичный турнир по боевым искусствам, участвует множество бойцов, в том числе и Шреддер. Черепахи подозревают, что он и на этот раз что-то задумал, но впоследствии этого не обнаруживают.
Эта игра не использует 6-кнопочные атаки (как в файтингах Capcom), здесь используется схема с четырьмя кнопками для слабых и сильных атак (как в большинстве файтингов от SNK). Особенностью является возможность использования специальных суперприёмов. Чтобы добиться этого, игрок должен заполнить зелёный индикатор. После его заполнения нажатием двух кнопок мощного нападения одновременно игрок выполняет суперприём. Как и в NES-версии, существует возможность повышения скорости игры, делающая бои более интенсивными.

SNES версия игры: Леонардо против Аски

В дополнение к основным режимам здесь также есть режим истории, в котором черепахи должны спасти Эйприл О’Нил и Сплинтера. Только черепахи могут участвовать в этом режиме. Существует также режим просмотра, в котором CPU контролирует обоих бойцов.
В игре десять изначально доступных персонажей и два босса. Помимо черепах и Шреддера (который выступает под именем Кибер Шреддер) в игре присутствуют:
- Война — чудовищное фиолетовое существо с большими когтями, один из четырёх всадников Апокалипсиса (о чём свидетельствует TMNT комиксы Archie. Тем не менее, в игре он считается пришельцем);
- Аска — женщина-ниндзя, участвует в турнире, чтобы на выигранные деньги открыть собственный додзё. Помимо этой игры, больше во вселенной TMNT не фигурирует. В одной из отладочных бета-версий её незаконченный спрайт носит имя Митцу — отсылка к одноимённому персонажу художественного фильма «Черепашки-ниндзя III»[1];
- Уингнат — гуманоид, пришелец-летучая мышь, который появился в нескольких комиксах Archie и один раз в мультфильме.
- Хромдом — андроид, один из героев мультфильма, изначально был создан Шреддером для уничтожения черепах;
- Армаггон — мутант-акула из будущего. Как и Война, герой комиксов Archie. В мультсериале 2012 года — злодей, нанятый Лордом Дреггом, чтобы остановить черепах.

Боссы:
- Крысиный Король — человек, который лишился разума и считает себя крысой.
- Караи — бывший лидер элиты клана Фут, которая появилась в комиксах Mirage и в мультсериале 2003 года.

На обложке версии для Европы и США Донателло сражается с Армаггоном. Обложка японской версии игры выполнена Миёси Такемаса (Takemasa Miyoshi) — дизайнером и ведущим программистом игры.

## Версия для SEGA Genesis

Скриншот из Genesis версии: Донателло против Эйприл

Сплинтер был похищен четырьмя фиолетовыми клонами черепах. Крэнг заявил черепашкам, что это сделал он и единственный способ вернуть Сплинтера — сразиться с ним. К команде черепах присоединяются их друзья: Кейси Джонс, Эйприл О’Нил, Рэй Филлет (герой комиксов Archie; мутант, образовавшийся от слияния человека и манты) и Сизиф (мутант-жук, придуман специально для игры). Игрок должен сначала сразиться с клонами всех положительных персонажей, а затем боссами: Трицератоном и Крэнгом, но в итоге оказывается, что инициатором плана был не он, а Караи, она и является последним боссом. В конце команда освобождает Сплинтера. Это единственная версия игры, в которой Эйприл является полноценным персонажем, для неё использовался спрайт Аски с изменённой палитрой.
Genesis версия использует систему управления с тремя кнопками. Две из кнопок предназначены для стандартных атак (для сильных атак они должны быть нажаты вместе с D-падом). Игра также отличается особенностью выбросов через арены.
На обложке версии для Европы и США изображён Рафаэль, сражающийся с Трицератоном. Художник, выполнивший обложку японской версии игры, неизвестен.